# خائیمه کماس
خائیمه کُماس خیل (اسپانیایی: Jaime Comas Gil‎؛ زادهٔ ۱۹۳۶ میلادی) فیلم‌نامه‌نویس و تهیه‌کننده فیلم است.
از فیلم‌هایی که وی در آن‌ها نقش داشته است، می‌توان به به خاطر یک مشت دلار، کابوبلانکو و تجاوز اشاره نمود.